# Lipograma

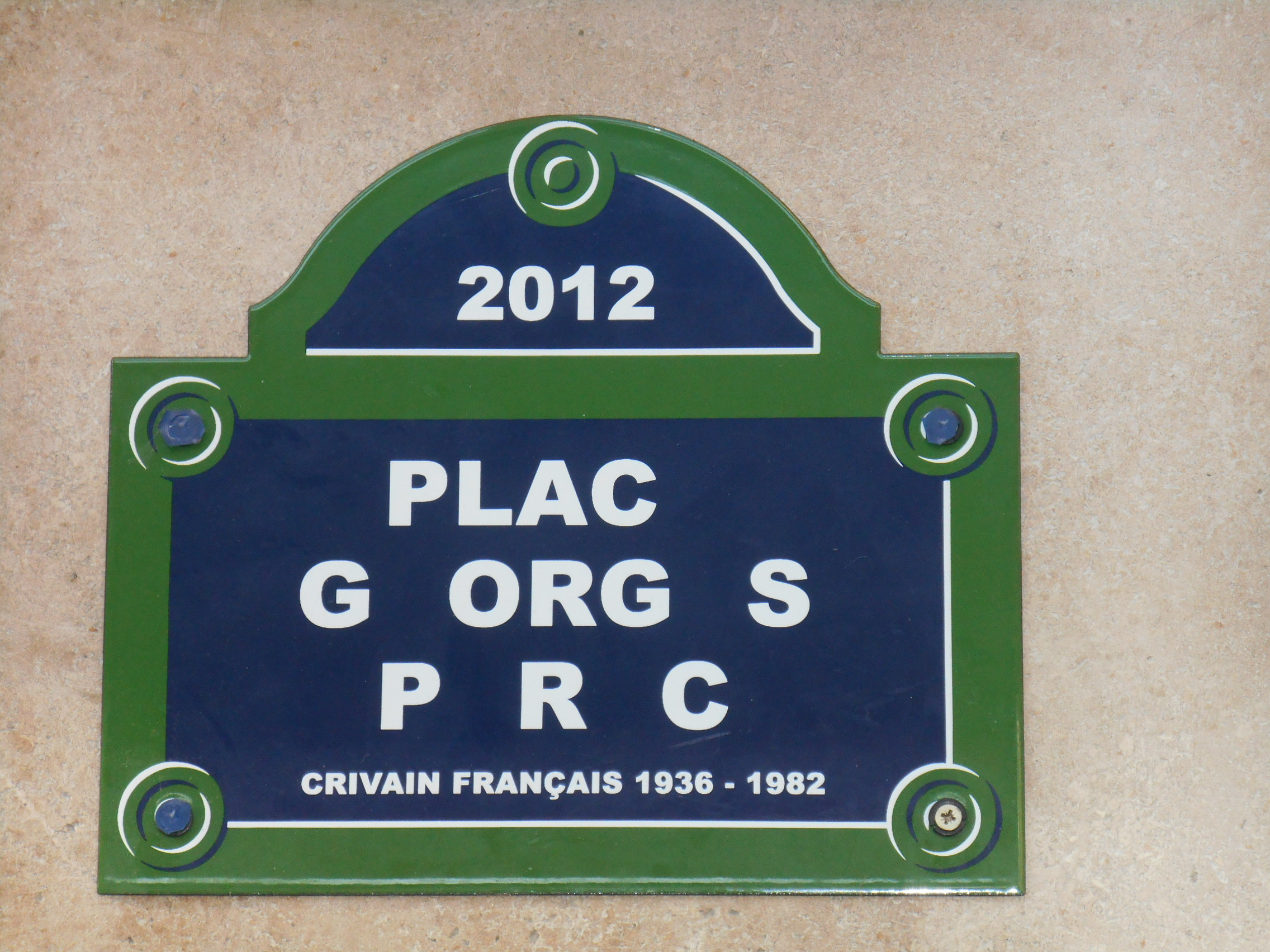
Placa em homenagem a Georges Perec por Christophe Verdon. Café de la Mairie, Place Saint-Sulpice em Paris.

Um lipograma (do grego lipo, "deixar, retirar") é um texto escrito em que, propositadamente, não entram determinadas letras do alfabeto, é um tipo de Escrita constrangida; Torna-se mais interessante e difícil se for suprimida uma vogal.
Além de ser uma regra de constrição para a produção seguida por participantes do Oulipo, o lipograma é também um exercício, no qual uma obra ou pedaço de obra é usada como base, sendo necessário reescrever as ideias do texto sem as mudar ou mudando-as no mínimo, para deixar de usar uma letra.
Georges Perec (1938-1982), membro do Oulipo (grupo dedicado a jogos verbais e literários), escreveu o romance La Disparition ("O Sumiço") omitindo a vogal "E", a mais usada no francês.